# Rocket (Marvel Cinematic Universe)
Rocket je fiktivní postava z Marvel Cinematic Universe, založená na stejnojmenné postavě z komiksů Marvel Comics. Postavu nadaboval herec Bradley Cooper a pohyb byl založen na pohybu skutečného mývala, ale byl vytvořen s pomocí motion capture hercem Sean Gunnem. V MCU je Rocket členem Strážců galaxie a Avengers, je vznětlivým žoldákem a expertem na zbraně.
Od debutu ve filmu Strážci Galaxie se objevil v dalších čtyřech filmech a seriálech Co kdyby…? a Já jsem Groot. Měl by se také objevit ve filmu Strážci Galaxie: Volume 3 a speciálu Strážci Galaxie: Sváteční speciál.

## Fiktivní biografie

### Původ
Rocketův původ je nejasný. Podle rasy Nova Corps byl výsledkem nelegálních genetických a kybernetických experimentů na nižší formě života. V jeho záznamech je také mnoho krádeží, žhářství a útěků z vězení. Během nich se Rocket spřátelil s hybridem stromu, Grootem.

### Založení Strážců galaxie
V roce 2014, na planetě Xandar, se Rocket a Groot pokoušejí zajmout Petera Quilla, když je na něj vypsaná odměna. Poté co vidí, že bojuje s Gamorou, která mu chce vzít Kámen moci, přidají se. Všichni čtyři jsou ale zajati rasou Nova Corps a posláni do vězení. Rocket následně vymyslí plán útěku, sdělí ho ostatním a spolu s dalším vězněm utečou. Pětice poté cestuje na planetu Kdovíkde, aby prodali Kámen moci.
Později, když Drax v opilosti zavolá mocného nepřítele Ronana, aby se mu postavil, prohraje a Ronan získá Kámen moci. Rocket chce proto uprchnout, ale je přesvědčen Grootem a Draxem, aby jim pomohl zachránit Xandara před Ronanovým útokem. Zatímco ostatní členové skupiny bojují s Ronanem na palubě jeho lodi, Rocket nabourá jejich loď do Ronanovi, čímž ji nechá spadnout na Xandar. Na něm, během Ronanova útoku, se Groot obětuje, aby zachránil Rocketa a ostatní. Ti poté získají kontrolu nad Kamenem moci a zničí Ronana. Později, odevzdají Strážci galaxie Kámen času Nova Corps, aby ho chránili.
Rocket po bitvě zasadí stromek odříznutý z Groota do květináče, ze kterého vyroste mladý Groot, kterého si Rocket přisvojí.

### Boj s Egem
O tři měsíce později, jsou Rocket a Strážci galaxie najati rasou Sovereign, aby odrazili mimozemšťana útočícího na cenné baterie, výměnou za Nebulu. Rocket, naštvaný arogancí Sovereignů, ukradne jejich baterie a spolu s ostatními Strážci uteče. Později, po boji s Sovereigny havarijně přistanou na planetě, kde se Quill setká se svým otcem, Egem, který jim pomohl Sovereigny porazit. Quill, Gamora a Drax jdou s Egem na jeho planetu, zatímco Rocket a Groot zůstanou pozadu, aby sledovali Nebulu a opravili loď.
Ravageři, kteří dorazí hledat Quilla, zajmou Rocketa a Groota a osvobodí Nebulu. Ravangeři se ale poté vzbouří proti svému vůdci Yonduovi, kterého umístí do cely ke Rocketovi a Grootovi. Rocket a Yondu naplánují útěk, zničí většinu jejich lodě a odcestují v modulu za ostatními na Egovu planetu. Tam se dozvědí, že Ego chce ovládnout celý vesmír. Quill proto zaměstná Ega v boji, dokud Rocket nedokáže sestavit bombu, kterou malý Groot umístí do Egova mozku v planetě. Podaří se jim úspěšně Ega zničit, ale Yondu se při tom obětuje.

### Boj s Thanosem
O čtyři roky později Rocket a Strážci galaxie zareagují na nouzový signál vyslaný z části vesmíru, kde zachrání Thora, který se vznáší ve vesmíru mezi troskami jeho lodi. Thor jim řekne o Thanosově plánu získat Kameny nekonečna. Strážci se rozdělí, kdy Rocket a Groot doprovodí Thora do Nidavelliru, aby vytvořili novou zbraň, která Thanose zabije. Na cestě tam dá Rocket Thorovi náhradní oko, o které Thor přišel. Poté co dorazí, najdou pouze vyhaslou planetu Nidavellir a krále trpaslíků Eitriho, který jim sdělí, jak Thanos zabil všechny trpaslíky kromě něj. Všichni čtyři spolupracují na vytvoření zbraně, silné sekery, která poskytne Thorovi sílu a použití Bifröstu. Thor přepraví sebe, Rocketa a Groota do Wakandy na Zemi přes Bifröst, aby pomohl Avengers a wakandanské armádě v bitvě proti Thanosově armádě. Přestože je Thanos vážně zraněn, dokáže aktivovat Rukavici nekonečna, lusknout prsty a teleportovat se pryč. Rocket, jeden z přeživších, pouze sleduje, jak se Groot s ostatními rozpadnou.

### Zvrácení Probliku
Rocket zůstane po Probliku s Rogersem, Romanovovou, Bannerem, Rhodesem a Thorem v základně Avengers. Poté co na základnu dorazí Danversová s Nebulou a Starkem, naleznou Avengers polohu Thanose. Rocket se proto se zbytkem týmu vydá za Thanosem, aby získali Kameny nekonečna, ale zjistí, že Thanos je použil k jejich zničení.
O pět let později, když je objeven způsob, jak využít cestování v čase k získání Kamenů nekonečna, pomocí kterých lze obnovit ty, kteří byli zničeni, Rocket doprovází Bannera do Nového Asgardu, aby přesvědčil Thora, aby se vrátil k Avengers a pomohl jim. Později, Rocket a Thor cestují do roku 2013 do Asgardu, aby našli Kámen reality. Po získání, se vrátí na základnu, ale poté, co Banner použije novou Rukavici nekonečna, aby odčinil Problik, zaútočí alternativní verze Thanose a pohřbí Rocketa s Rhodesem a Bannerem pod sutí. Scott Lang je pomocí svého zvětšení zachrání a připojí se k bitvě proti Thanosově armádě, kde se znovu shledá s Grootem.
Po bitvě se Rocket se Strážci galaxie zúčastní pohřbu Starka, který obětoval svůj život, aby zastavil Thanose. Později, spolu se Strážci a Thorem, který se k nim připojil, odletí do vesmíru.

## Alternativní verze

### Co kdyby…?

#### Thorova párty
V alternativním roce 2011 se Rocket zúčastní Thorovy mezigalaktické party na Zemi v Las Vegas.

## Výskyt

### Filmy
- Strážci Galaxie
- Strážci Galaxie Vol. 2
- Avengers: Infinity War
- Avengers: Endgame
- Thor: Láska jako hrom [20]
- Strážci Galaxie: Volume 3

### Seriály
- Co kdyby…?
- Já jsem Groot

### Speciály
- Strážci Galaxie: Sváteční speciál